# Chablais
Chablais, it. Sciablese, landskap i Savojen,  motsv. nuv. franska arrondissemanget Thonon-les-Bains, i departementet Haute-Savoie, i norr gränsande till Genèvesjön.  Även området på angränsande sida om den fransk-schweiziska gränsen, i såväl kantonen Vaud som Valais, benämns "Chablais".